# Ammodillus imbellis
Ammodillus imbellis is een knaagdier uit de onderfamilie der gerbils (Gerbillinae) dat voorkomt in Somalië en het oosten van Ethiopië. Deze gerbil is de enige soort van het geslacht Ammodillus en de geslachtengroep Ammodillini; er zijn geen nauwe verwanten van dit dier bekend.
De bovenkant van het lichaam is roodbruin, de onderkant wit. Ook de omgeving van de oren en het gebied boven de ogen zijn wit. De staart is lang en harig. De kop-romplengte bedraagt 10,5 tot 11 cm, de staartlengte 13 tot 15 cm en het gewicht 40 tot 60 g. Het dier eet waarschijnlijk zacht voedsel als fruit en sommige insecten.